# Малка Желязна
Ма́лка Желя́зна (болг. Малка Желязна) — село в Ловецькій області Болгарії. Входить до складу общини Тетевен.

## Населення
За даними перепису населення 2011 року у селі проживали 126 осіб, усі — болгари.
Розподіл населення за віком у 2011 році:
Динаміка населення: